# Кубок Польщі з футболу 1967—1968
Кубок Польщі з футболу 1967–1968 — 14-й розіграш кубкового футбольного турніру в Польщі. Титул вдруге здобув Гурник (Забже).

## Календар
| Раунд        | Матчі | Клуби   |
| ------------ | ----- | ------- |
| Перший раунд | 17    | 49 → 32 |
| 1/16 фіналу  | 16    | 32 → 16 |
| 1/8 фіналу   | 8     | 16 → 8  |
| 1/4 фіналу   | 4     | 8 → 4   |
| 1/2 фіналу   | 2     | 4 → 2   |
| Фінал        | 1     | 2 → 1   |

## Перший раунд
| Команда 1          | Рахунок      | Команда 2          |
| ------------------ | ------------ | ------------------ |
| Гурник (Червйонка) | 6:1          | Гутник (Краків)    |
| Баілдон (Катовиці) | 2:1          | Гурник (Валбжих)   |
| Арконія (Щецин)    | 4:1          | Завіша (Бидгощ)    |
| Вісла (Плоцьк)     | 1:1 пен. 3:4 | Полонія (Бидгощ)   |
| Хробри (Глогув)    | 0:3          | Унія (Ратибор)     |
| Одра-2 (Ополе)     | 9:0          | Лотнік (Вроцлав)   |
| Сокул (Ніско)      | 1:4          | Гарбарня (Краків)  |
| БКС Бидгощ         | 0:1          | Олімпія (Познань)  |
| Вавель (Краків)    | 3:2          | Старт (Лодзь)      |
| Унія (Освенцим)    | 0:1 дч       | Заглембє (Валбжих) |
| Белявянка (Белява) | 1:2          | Вікторія (Явожно)  |
| РКС (Радомсько)    | 1:2          | Гурник (Войковіце) |
| Дажбур (Щецінек)   | 0:1          | Лех-2 (Познань)    |
| Мазур (Елк)        | 0:1          | Арка (Гдиня)       |
| Вармя-2 (Ольштин)  | 2:1          | Лехія (Гданськ)    |
| Авіа (Свідник)     | 1:0          | Сталь (Мелець)     |
| Флота-2 (Гдиня)    | 3:3 пен. 4:1 | Вармя (Ольштин)    |

## 1/16 фіналу
| Команда 1          | Рахунок      | Команда 2            |
| ------------------ | ------------ | -------------------- |
| Гурник (Червйонка) | 0:4          | Одра (Ополе)         |
| Баілдон (Катовиці) | 2:1          | Вісла (Краків)       |
| Полонія (Бидгощ)   | 2:1 дч       | Гвардія (Варшава)    |
| Унія (Ратибор)     | 3:2          | Шомберки (Битом)     |
| Одра-2 (Ополе)     | 1:0          | Полонія (Битом)      |
| Гарбарня (Краків)  | 1:2          | Рух (Хожув)          |
| Олімпія (Познань)  | 0:1          | ЛКС (Лодзь)          |
| Вавель (Краків)    | 0:5          | Гурник (Забже)       |
| Заглембє (Валбжих) | 0:2          | ГКС (Катовиці)       |
| Арконія (Щецин)    | 0:2          | Погонь (Щецин)       |
| Вікторія (Явожно)  | 1:2          | Заглембє (Сосновець) |
| Гурник (Войковіце) | 0:2          | Краковія (Краків)    |
| Лех-2 (Познань)    | 1:1 пен. 4:3 | Шльонськ (Вроцлав)   |
| Флота-2 (Гдиня)    | 0:1          | Арка (Гдиня)         |
| Вармя-2 (Ольштин)  | 0:5          | Легія (Варшава)      |
| Авіа (Свідник)     | 1:1 пен. 4:3 | Сталь (Ряшів)        |

## 1/8 фіналу
| Команда 1            | Рахунок        | Команда 2       |
| -------------------- | -------------- | --------------- |
| Заглембє (Сосновець) | 3:1            | Одра (Ополе)    |
| Баілдон (Катовиці)   | 5:2            | Унія (Ратибор)  |
| Полонія (Бидгощ)     | 3:0            | Погонь (Щецин)  |
| Краковія (Краків)    | 0:3            | Рух (Хожув)     |
| ЛКС (Лодзь)          | 1:4            | Гурник (Забже)  |
| Одра-2 (Ополе)       | 1:2            | Арка (Гдиня)    |
| ГКС (Катовиці)       | 0:0 пен. 11:10 | Легія (Варшава) |
| Авіа (Свідник)       | 1:1 пен. 2:3   | Лех-2 (Познань) |

## 1/4 фіналу
| Команда 1          | Рахунок      | Команда 2            |
| ------------------ | ------------ | -------------------- |
| Гурник (Забже)     | 1:0          | Заглембє (Сосновець) |
| Баілдон (Катовиці) | 2:0          | Арка (Гдиня)         |
| Полонія (Бидгощ)   | 0:3          | Рух (Хожув)          |
| Лех-2 (Познань)    | 0:0 пен. 5:3 | ГКС (Катовиці)       |

## 1/2 фіналу
| Команда 1       | Рахунок | Команда 2          |
| --------------- | ------- | ------------------ |
| Рух (Хожув)     | 7:1     | Баілдон (Катовиці) |
| Лех-2 (Познань) | 0:2     | Гурник (Забже)     |

## Фінал
| 26 червня 1968 |

| Гурник (Забже)           | 3:0      | Рух (Хожув) |
| ------------------------ | -------- | ----------- |
| Любанський 30', 70', 85' | Протокол |             |

| Сілезький стадіон, Хожув Глядачів: 6 000 Арбітр: Ян Лазовскі |